# Her Friend the Enemy
Her Friend the Enemy è un cortometraggio muto del 1907 diretto da Lewin Fitzhamon.

## Trama
Un esercito vittorioso occupa una città i cui abitanti si sono arresi dopo averla vanamente difesa. Il comandante entra nella casa della fidanzata di un giovane ufficiale e decide di stabilirsi lì durante l'occupazione.

## Produzione
Il film fu prodotto dalla Hepworth.

## Distribuzione
Distribuito dalla Hepworth, il film - un cortometraggio di 107 metri - uscì nelle sale cinematografiche britanniche nel gennaio 1907. Nello stesso anno, venne distribuito negli Stati Uniti dalla Williams, Brown and Earle.
Si conoscono pochi dati del film che, prodotto dalla Hepworth, fu distrutto nel 1924 dallo stesso produttore, Cecil M. Hepworth. Fallito, in gravissime difficoltà finanziarie, il produttore pensò in questo modo di poter almeno recuperare il nitrato d'argento della pellicola.